# Sinopolycentropus rasnitsyni
Sinopolycentropus rasnitsyni (лат.) — ископаемый вид скорпионниц рода Sinopolycentropus из семейства Pseudopolycentropodidae (Mecoptera). Обнаружены в среднеюрских отложениях Восточной Азии (Jiulongshan Formation, батский — келловейский ярусы): Китай (Daohugou Village, Shantou Township, Ningcheng County, Внутренняя Монголия).

## Описание
Длина тела 5,5 мм; размер переднего крыла 6,1×2,4 мм. Длина хоботка 2 мм, усиков — 2 мм. Лапки 5-члениковые; в нитевидных утолщённых антеннах около 40 сегментов; нижнегубные щупики 3-члениковые. Крылья широкие и округлённые. Брюшко вытянутое, состоит из 9 видимых сегментов. По особенностям жилкования крыльев (короткая жилка Sc, простая R1, жилка Rs с 4 ветвями, M с 5 ветвями, развита ячейка dc и простая CuA) сходен с вымершими родами Pseudopolycentropus и Pseudopolycentropodes из семейства длиннохоботковых скорпионниц Pseudopolycentropodidae, филогенетически базальной группы скорпионовых мух, живших в триасовом и юрском периодах. Предположительно, были одними из первых насекомых, которые питались нектаром и участвовали в опылении растений. Так как в то время (165—160 млн лет назад) ещё не появились цветковые, то энтомофильными могли быть голосеменные растения. Вид был впервые описан в 2011 году американским палеоэнтомологом Конрадом Лабандейром (Conrad C. Labandeira, Department of Paleobiology, Smithsonian Institution, Национальный музей естественной истории, Вашингтон) и группой китайских энтомологов (ChungKun Shih, Xiaoguang Yang, Dong Ren; College of Life Sciences, Capital Normal University, Пекин, Китай). Видовое название дано в честь крупного российского палеоэнтомолога профессора Александра Павловича Расницына (ПИН РАН, Москва).